# 天馬航空
天馬航空（日語：スカイマーク）是日本的一間低成本航空公司，總部設於東京。其經營多條定期日本國內航線，亦有往韓國首爾的國際包機。天馬航空的樞紐是東京國際機場及神戶機場。
有別於一般認知的廉價航空（或低成本航空公司），除了可提上飛機的手提行李（1件，不超過10KG），天馬航空在票價上已包含了3件合計不超過20KG的免費托運行李額度。
天馬航空計劃於2014年前將神戶機場發展為其第二個國內線樞紐，並打算開辦由神戶往札幌、仙台、松山、福岡、熊本及沖繩那霸的航線。
2010年，天馬航空宣布向空中巴士（Airbus S.A.S.）订购四架空中巴士A380型客机（后又追加2架），成為日本首家訂購A380型客機的航空公司，2014年4月8日，天马航空（Skymark）A380在法国图卢兹首飞，并在德国汉堡進行机舱工程和装饰，并首次做出了開拓更遠航線（伦敦、法兰克福、巴黎和纽约）的計劃。2014年7月29日，空中巴士公司懷疑天馬航空無力支付A380訂單的款項，宣佈取消訂單。
2015年1月28日，天馬航空宣布申請破產重整，旗下A330客機從2015年2月1日起全部暫時停飛，並同時停飛航線與班機。而破產重整手續已經於2016年3月經由日本政府核可而結束，目前已經恢復以往的獲利狀態，將逐步恢復破產前停飛的航線與班機，擴大營運版圖。2022年12月14日，天馬航空恢復在東京證券交易所上市。

## 歷史
天馬航空於1996年成立，並於1998年9月19日開始運作。這時日本正撤銷航空管制，開放國內線的航權，天馬航空正是在這個背景下成立的第一家航空公司，其成立時便主打低廉票價，是日本最早以廉價航空概念經營的航空公司。公司主要的股東包括社長西久保慎一（35.47%）及H.I.S.旅行社（27.62%）。公司現時共有1,269名員工。
天马航空社长西久保慎一曾表示，引进A330-300将标志着天马航空进入一个新的阶段，这些飞机将主要用于日本的国内干线（東京至福岡、札幌新千歲機場）和未来的国际航线。
随着新飞机的引入，天马航空的女性空乘人員也全面换装，以宝蓝色的贴身制服搭配迷你裙、黄色丝巾，展现窈窕的身材曲线，为了强调年轻化，天马航空的空服人员平均年龄为20岁。
2015年1月28日，因已經出現現金短缺，該公司決定放棄自主重建，將根據日本《民事再生法》向東京地方法院申請破產保護。
2016年3月，東京地方法院允許天馬航空脫離破產保護管制。
2022年11月10日，天馬航空宣布訂購12架波音737MAX系列客機 。

## 航點
截至2016年10月，天馬航空航線包括：
- 札幌/新千歲─茨城、東京/羽田、名古屋/中部、神戶、福岡
- 茨城─札幌/新千歲、沖繩（直飛或經神戶）、福岡
- 東京/羽田─札幌/新千歲、福岡、鹿兒島、沖繩、長崎（經神戶）
- 名古屋/中部─札幌/新千歲、沖繩
- 神戶─札幌/新千歲、沖繩、東京/羽田、長崎、茨城、鹿兒島
- 福岡─札幌/新千歲、東京/羽田、茨城、沖繩
- 長崎─東京/羽田（經神戶）
- 鹿兒島─神戶、東京/羽田
- 沖繩─東京/羽田、名古屋/中部、福岡、茨城（直飛或經神戶）
- 東京/成田─塞班（2019年11月29日再啟航）

#### List of Main route
截至2023年10月
| ×    | ×    | ×    | ○    | ○    | ○    | ○    | ○    | 千歲 |
| ×    | ○    | ×    | ○    | ○    | ×    | ×    | 茨城 |      |
| ○    | ○    | ○    | ○    | ○    | ×    | 羽田 |      |      |
| ×    | ○    | ○    | ×    | ×    | 中部 |      |      |      |
| ○    | ○    | ○    | ×    | 神戶 |      |      |      |      |
| ×    | ○    | ×    | 福岡 |      |      |      |      |      |
| ×    | ×    | 鹿兒 |      |      |      |      |      |      |
| ○    | 沖繩 |      |      |      |      |      |      |      |
| 下地 |      |      |      |      |      |      |      |      |

脫離破產保護後，將持續擴張並評估開航國際航線。

## 機隊

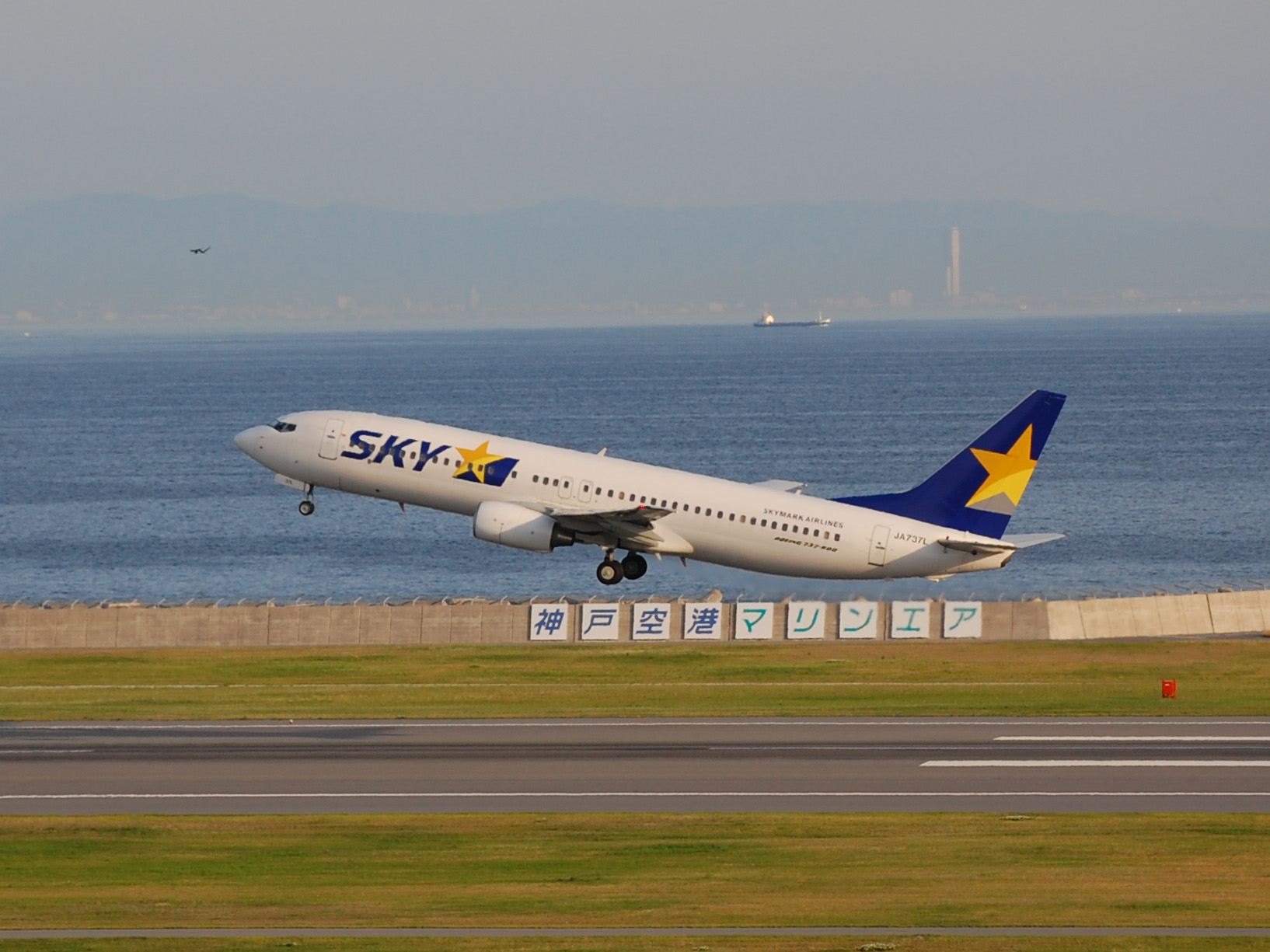
波音737-800在神戶機場

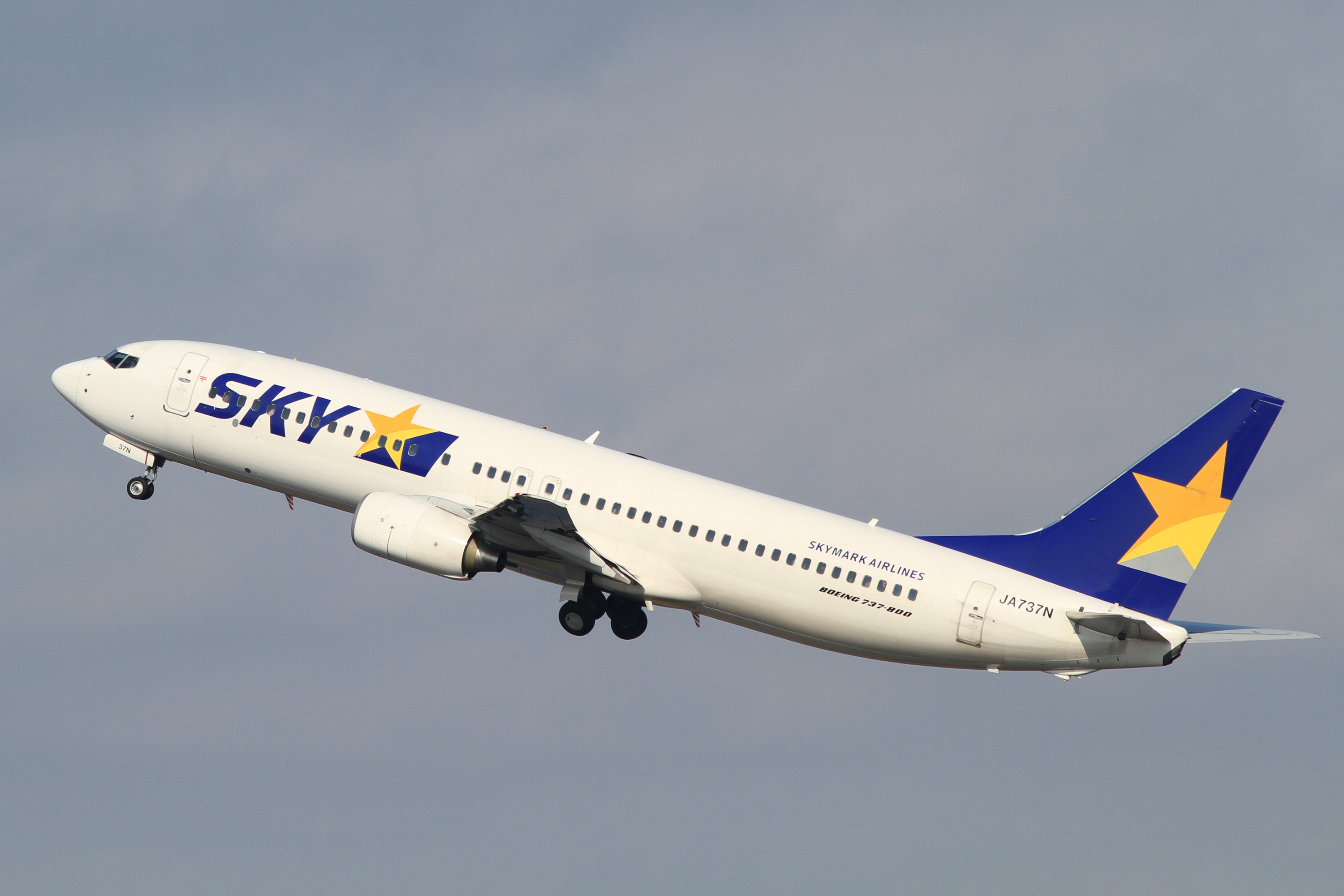
波音737-800

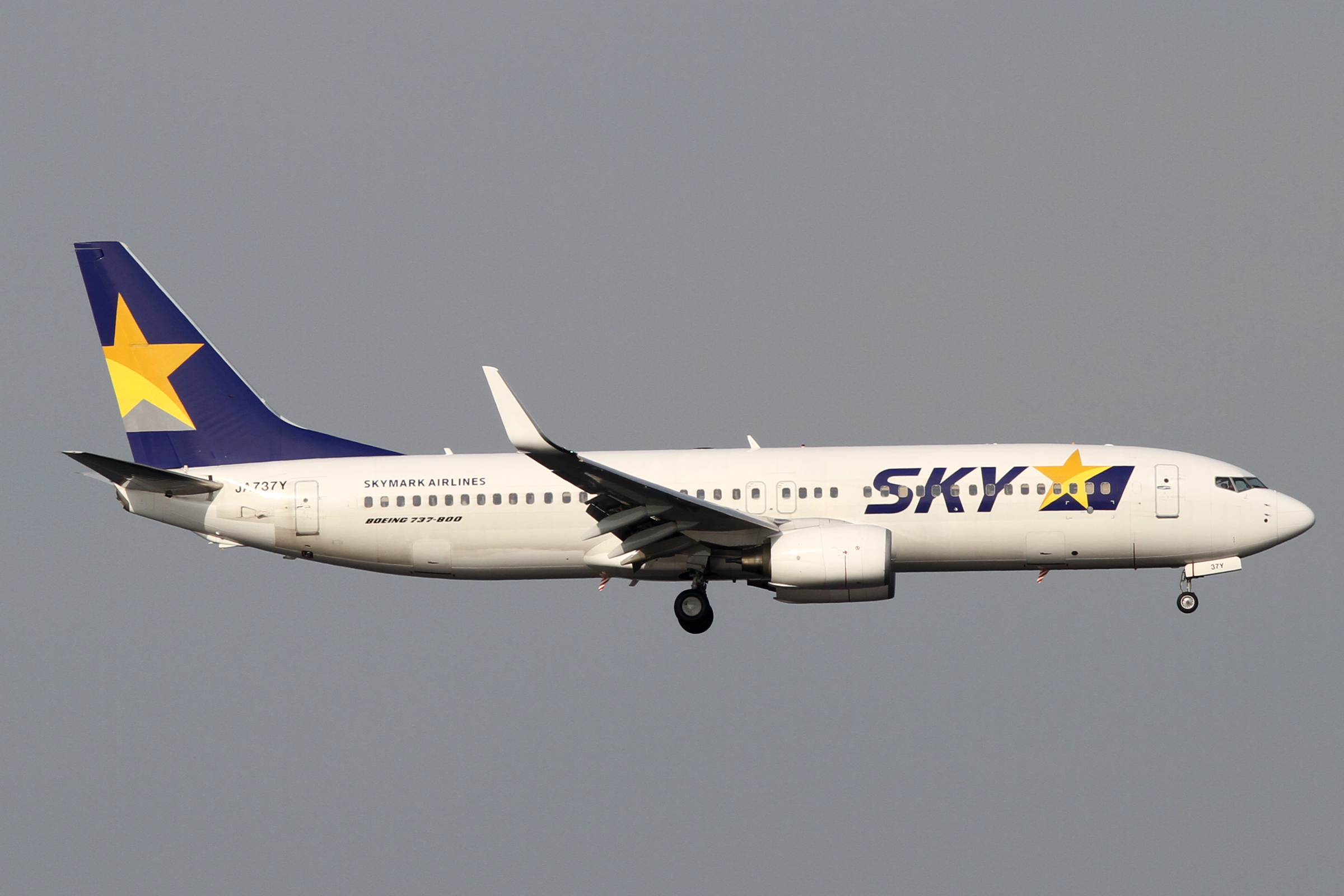
波音737-800

截至2025年6月，平均機齡約13.4年機隊如下：

### 未來引進機種
- 波音737MAX系列

### 退役機隊

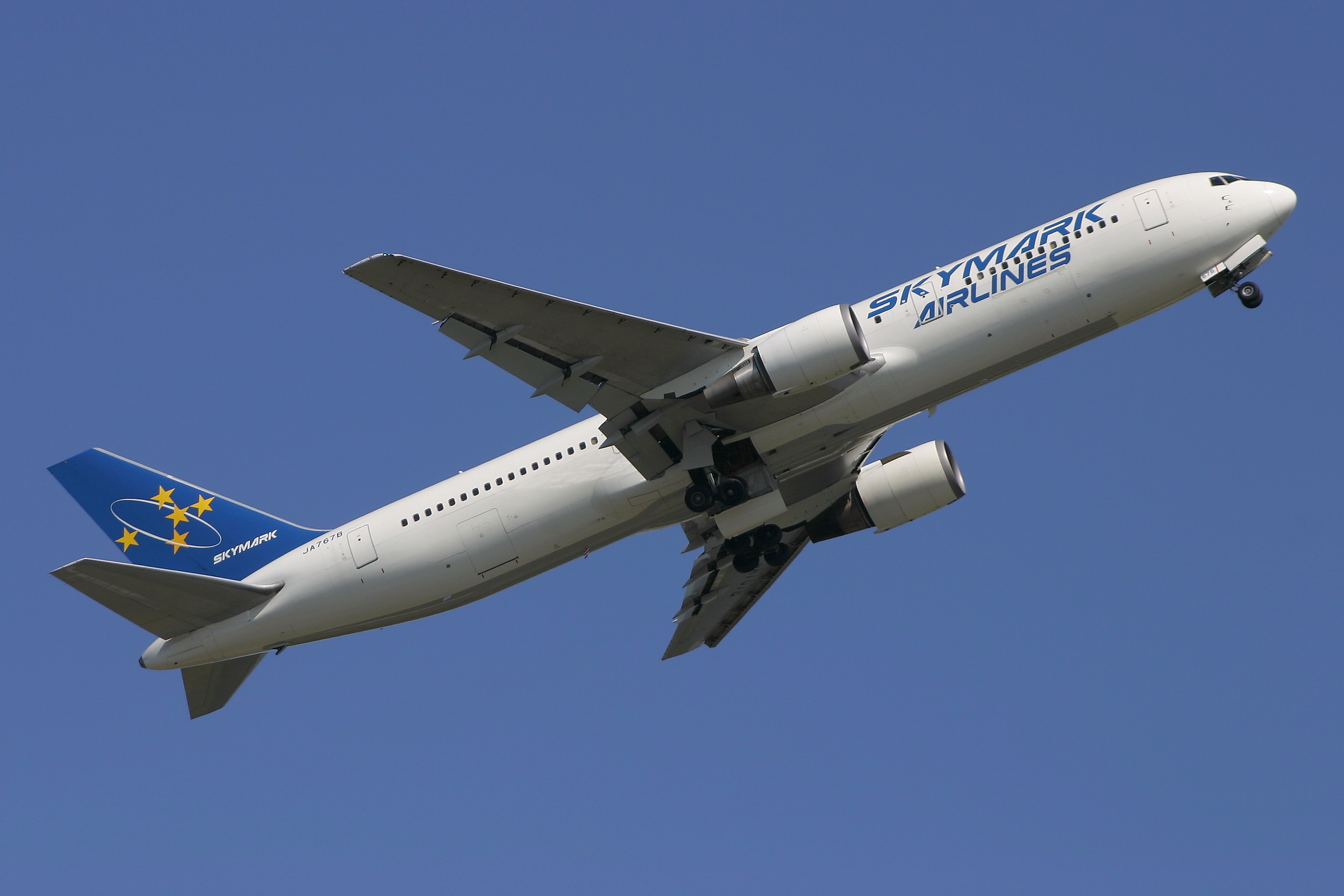
天馬航空波音767-300ER（舊塗裝）
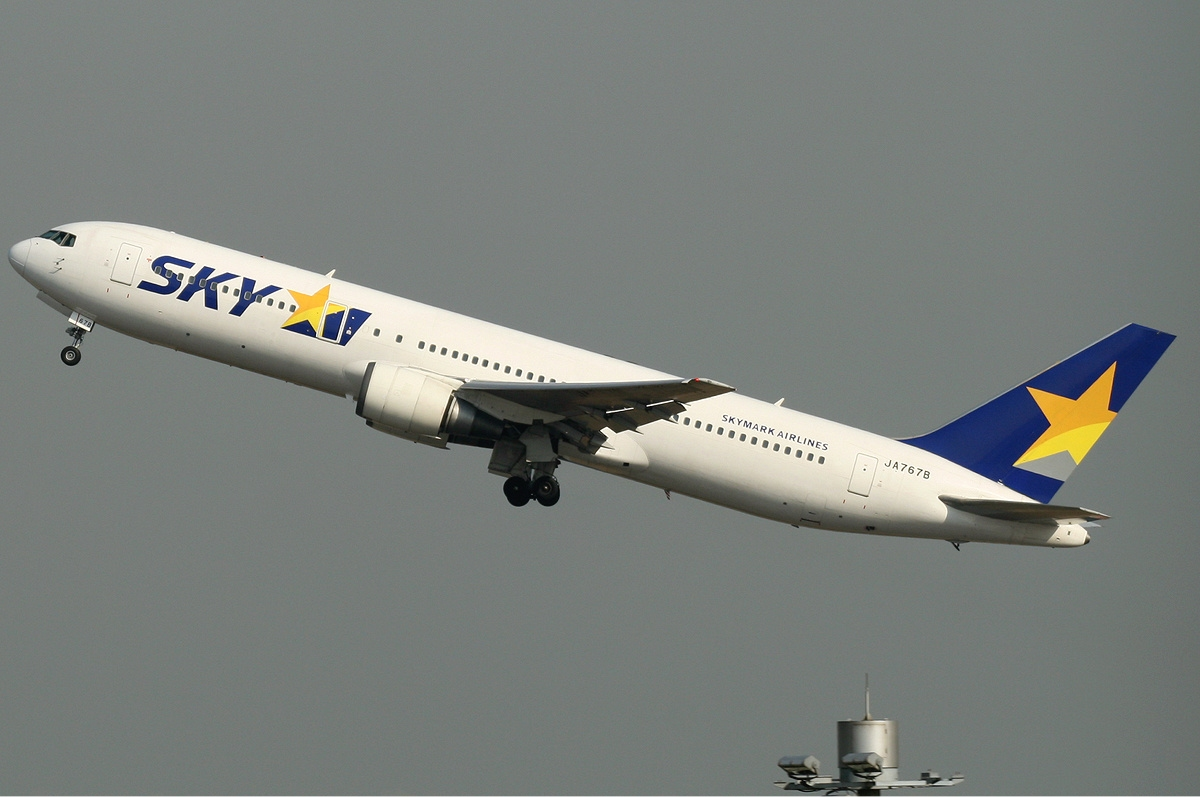
天馬航空波音767-300ER（新塗装）
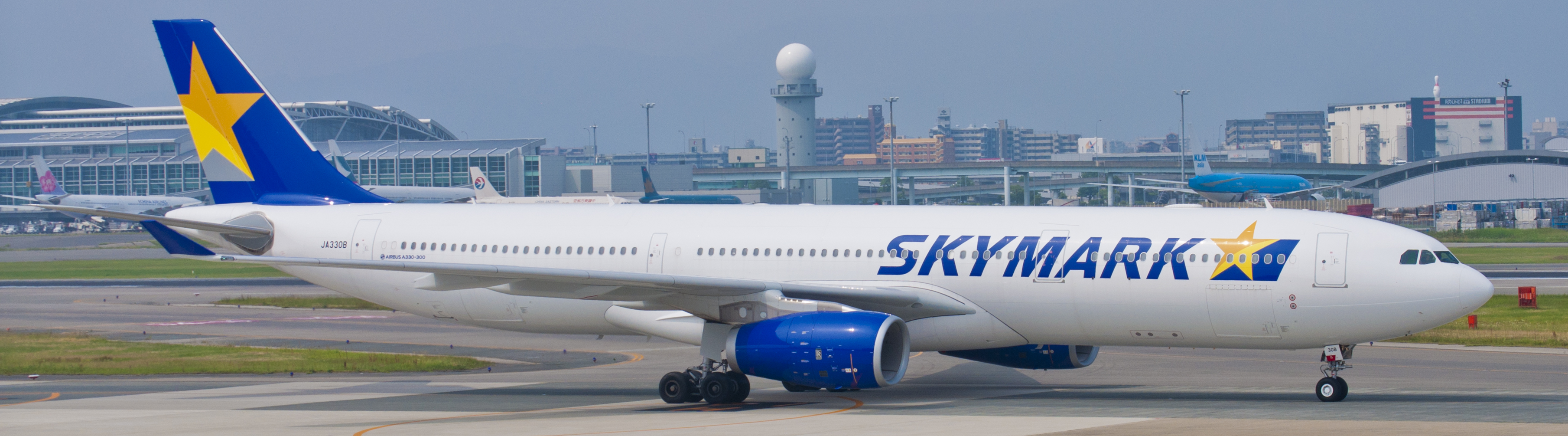
已退役的天馬航空空中巴士A330-300在福岡機場
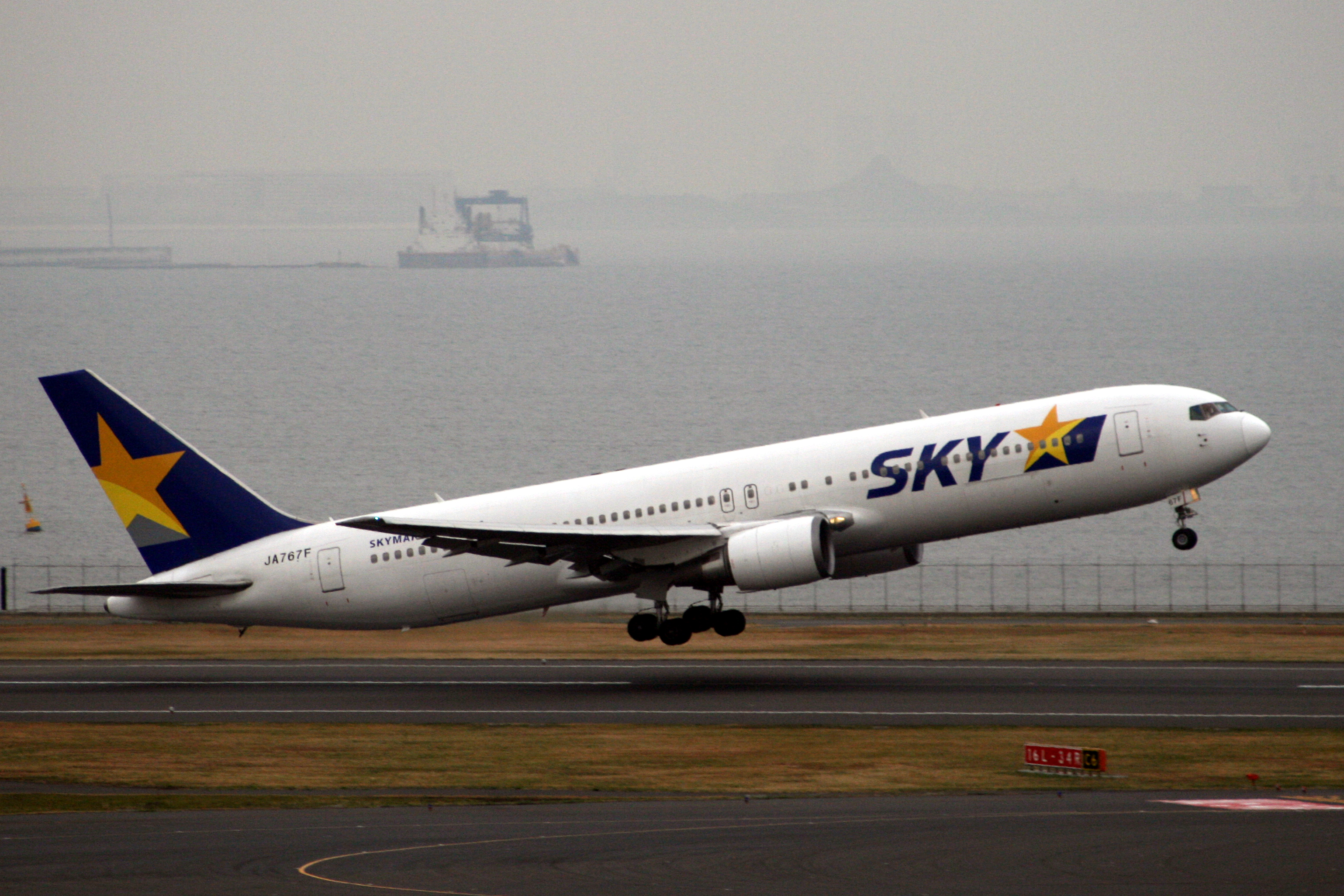
已退役的天馬航空波音767-300ER在東京國際機場

## 外部連結
- 天馬航空 （页面存档备份，存于）（日語）（英文）（繁體中文）